# 고르기아스
고르기아스(고대 그리스어: Γοργίας, 기원전 485년 경 ~ 기원전 385년 경)는 시칠리아 레온티노이 출신의 고대 그리스의 소피스트이자 철학자, 웅변가이다. 프로타고라스와 함께 1세대 소피스트를 형성하였다. 몇몇 고전학자는 그가 단지 몇 살만 어렸을 뿐인데도 엠페도클레스의 제자였다고 보고한다. "다른 소피스트들과 마찬가지로 고르기아스 또한 여러 도시에서 수행하면서 올림피아와 델포이에 있는 범그리스의 중심지에서 대중에게 그의 기술을 선보이며 떠돌아다녔다. 고르기아스의 강연에서 특이한 면은 청중으로부터 여러 질문을 받고 즉석에서 대답하는 것이었다." 비록 그의 철학을 묘사하는 정도에 대한 논란은 있으나 때때로 그는 허무주의자 고르기아스라고 불린다. 그의 인식에 대한 주된 주장은 그가 수사학을 그의 고향인 시칠리아에서 아티케로 전파하고 아티케 방언을 산문체의 언어로 전파하는 데에 기여한 사실에서 비롯되었다. "만물은 실제로 존재하지 않는다. 설령 존재한다고 해도 인식할 수 없다. 만약 인식한다 하여도 타인에게 말할 수 없다"는 일종의 허무주의적 경향이 그의 근본 사상으로, 이것은 당시 잦은 전쟁으로 참혹해진 희랍의 정서를 대변하는 것으로 여겨진다. 그의 허무주의를 극복하려는 데에 플라톤 철학의 동기가 있다. 저서 중에 〈팔라메데스론〉, 〈헬레네론〉, 〈비존재론〉, 〈화평론〉 등이 유명하다.

## 생애
고르기아스는 스파르타 수사학의 고향이라고 불리는 시칠리아의 그리스 식민지인 레온티노이에서 태어났다. 고르기아스에게는 카르만티데스라고 불리는 아버지와 헤로디코스라는 이름의 형제, 그리고 델피에서 고르기아스에게 조각상을 헌정한 누이가 있었던 것으로 알려져 있다.:6-7 고르기아스가 시라쿠사의 공격에 대항하여 아테네의 방어를 요청하기 위하여 아테네로 파견된 때인 기원전 427년에는 이미 60세 정도였다. 그 이후 고르기아스는 그의 웅변 방식이 인기를 얻고 공연과 수사학 강의에서 수익을 올리자 아테네에 정착하였다. 아리스토텔레스에 의하면 그의 제자 중에는 이소크라테스도 있었다고 한다. 어떠한 주제에 대해서도 논할 수 있는 그에 능력으로 존경을 얻었으며 신전에 안치할 자신의 조각상을 주문할 만큼의 부를 축적하였다. 고르기아스의 "델피의 연설" 이후 그리스인들은 그의 황금 조각상을 델피의 아폴론 신전에 세웠다. 고르기아스는 108세까지 살았다고 정평이 나있으며, 테살리아 라리사에서 죽었다.:33

## 허무주의
몇몇 학자가 비존재에 대한 그의 이론을 존재에 대한 반박으로 해석하기 때문에 고르기아스는 허무주의자로 불린다. 허무주의는 모든 가치는 근거가 없으며 아무것도 인식될 수 없고 아무것도 언어로 전달될 수 없다는 믿음이다. 이는 존재를 부정하는 비관주의와 급진적인 회의주의와도 관련이 있다. 고르기아스의 철학에서 모든 것은 전혀 존재하지 않는다. 그는 저작 《비존재에 관하여》에서 3개의 주장을 제시한다.
1. 아무것도 존재하지 않는다.
2. 존재하더라도 인식되지 않는다.
3. 인식되더라도 언어로 전달되거나 해석되지 않는다.

이 주장은 한 번에 쓰인 것으로 추정되지만 고르기아스가 최초로 작성했다는 증거는 없다. 섹스투스 엠피리쿠스의 언급과 위(僞) 아리스토텔레스가 쓴 《멜리소스, 크세노파네스, 고르기아스에 대하여》을 통하여 이것이 고르기아스의 주장이라는 것을 알 수 있을 뿐이다.

## 같이 보기
- 헬레니즘 철학